# باديمانغان

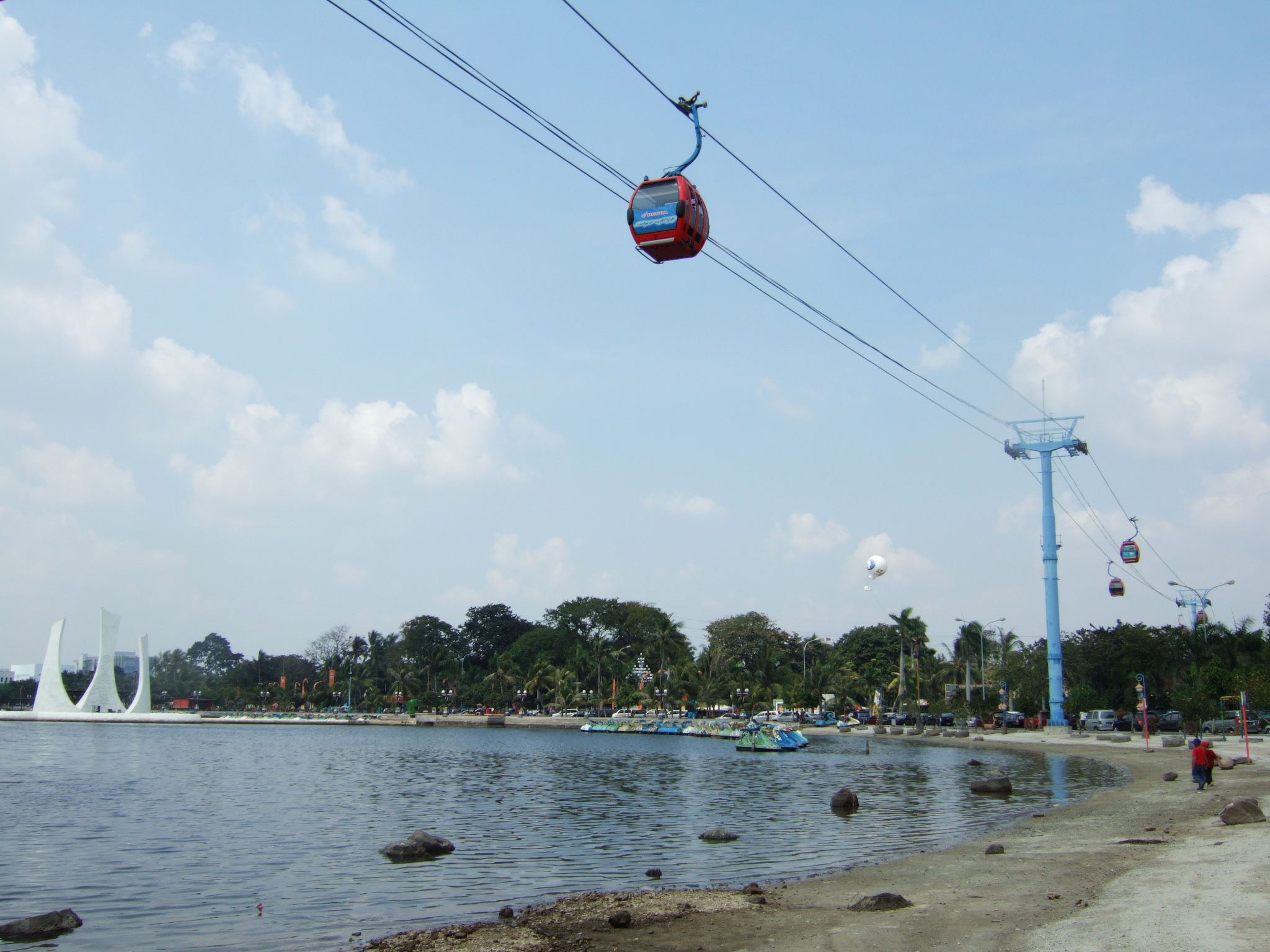
أنكول جاكرتا باي سيتي

باديمانغان (بالإندونيسية: Pademangan, Jakarta Utara) هي منطقة فرعية تقع في شمال جاكرتا في إندونيسيا. تمتد منطقة باديمانغان من ميناء سوندا كيلابا في الشرق إلى المنطقة الغربية لميناء تانجونغ بريوك. تغطي منطقة باديمانغان أيضًا المنطقة التي كانت تعرف سابقًا باسم مطار كيمايوران. جغرافيا منطقة باديمانغان هي سهل منخفض مع متوسط ارتفاع يبلغ 75 سم فوق مستوى سطح البحر.
يحد منطقة باديمانغان ميناء سوندا كيلابا من الغرب، وسكة حديد كيمايوران من الجنوب، وكالي أنكول وقناة كالي جابات من الشرق، وخليج جاكرتا من الشمال.

## القرى الإدارية
تنقسم منطقة باديمانغان الفرعية إلى ثلاث قرى إدارية:
- باديمانغان تيمور: كود المنطقة 14410.
- باديمانغان بارات: كود المنطقة 14420.
- أنكول: كود المنطقة 14430.

## قائمة الأماكن الهامة
- مقبرة أنكول.
- أنكول جاكرتا باي سيتي (تامان إمبيان جايا أنكول).
- محطة أنكول.
- سوندا كيلابا هاربور.
- مانجا دوا.
- معرض جاكرتا الدولي.